# Ostatnie dni planety Ziemia
Ostatnie dni planety Ziemia (ang. Final Days of Planet Earth) – amerykański telewizyjny film fantastyczno-naukowy z 2006  roku. 

## Treść
Ekipa astronautów wraca na Ziemię z trzyletniej misji kosmicznej. Po wylądowaniu dowódca ekspedycji, William Philips, zostaje zamknięty w pilnie strzeżonym szpitalu psychiatrycznym. Tymczasem w San Francisco dochodzi do dziwnych zdarzeń. Archeolog Lloyd Walker i entomolog Marianne Winters przypadkowo odkrywają podziemną kolonię obcych - insektów żywiących się ludzkim mięsem. Potwory na co dzień wyglądają jak ludzie, a nawet zajmują eksponowane stanowiska publiczne w urzędzie miejskim San Francisco. Dowodzi nimi zastępczyni burmistrza Liz Quinlan.

## Obsada
- Daryl Hannah jako Liz Quinlan
- Campbell Scott jako William Phillips
- Gil Bellows jako Lloyd Walker
- Suleka Mathew jako Marianne
- Serge Houde jako Korshaft
- Beau Starr jako Oliver
- Patrick Gilmore jako Spence
- Tygh Runyan jako Nick